# とびっきり!しずおか
『とびっきり!しずおか』は、静岡朝日テレビ（SATV）で月曜日から金曜日の16:40 - 19:00に放送されている夕方ワイド番組。
本項では、姉妹番組の『とびっきり!しずおか 土曜版』（とびっきり!しずおか どようばん）および『とびっきり!しずおか 日曜版』（とびっきり!しずおか にちようばん、2023年3月26日までは「とびっきり!サンデー」についても扱う。

## 番組概要
静岡第一テレビの『○ごとワイド』（2024年現在は『まるごと』）に続く夕方ワイド番組として、2000年6月12日に放送開始。番組開始当初のメインキャスターは元文化放送アナウンサーの梶原しげる（月曜・水曜・金曜）と、自局の元アナウンサー・大長克哉（火曜・木曜）を起用。
2004年10月からは、『スーパーモーニング』（テレビ朝日制作）のキャスターであった大沼啓延（静岡県静岡市葵区出身）を起用。以後14年にわたってメインキャスターを務めてきたが、2018年5月9日に病気のため、68歳で亡くなった。前月27日まで通常通り出演しており、ゴールデンウィーク明けの突然の訃報であった。
2019年4月6日から、毎週土曜日に『とびっきり!しずおか 土曜版』を放送。月曜日から土曜日まで週6日の放送となる。また、同年12月から平日版の「とびっきり!情報局」を拡大し、放送時間の大部分を報道路線に変更。
2020年3月25日放送分で平日版の放送5000回、2021年3月27日放送分で土曜版の放送100回を迎えた。
2021年2月28日には、スポーツ情報番組『スポーツパラダイス』と本番組とのコラボ特番『とびっきり&スポパラSP』を 15:20 - 17:30 に放送。本番組とのコラボと日曜日に放送されるのは今回が初めて。
2021年4月4日から、毎週日曜日に『とびっきり!サンデー』を放送。これにより全ての曜日で『とびっきり!』のタイトルがついた情報番組が放送される。さらには2023年4月9日から『とびっきり!しずおか 日曜版』に変更。全曜日で『とびっきり!しずおか』と統一された。
2024年4月1日より、静岡の夕方放送の民放ワイド番組で初めてAIによる日本語字幕（リアルタイム字幕放送）の運用を開始した（平日版のみ、一部は非表示）、ローカル局の生放送番組で字幕放送がつく番組は極めて稀である。また、土曜版も2024年10月5日放送分からAIによる生字幕の運用を開始した。
視聴率については、2005年度から2015年度と2017年から2019年度に、静岡地区の夕方情報番組としては年間平均視聴率で民放トップになっている。また、2020年1月から12月の1年間における年間平均世帯視聴率の記録を更新した「土曜版」の2024年の年間視聴率も好調で、午前の部では個人全体3.7%、世帯では7.4%を記録している。
平日版『スーパーJチャンネル』（テレビ朝日制作）については、第2部のANN枠（17:50 - 18:15）のみ放送する。

## タイムテーブル
（2025年4月現在）
| 時刻    | 放送内容                                                                 | 備考 |
| ------- | ------------------------------------------------------------------------ | --- |
| 16:40   | 番組スタート・とびっきり! 情報局（相棒セレクションからCMなしでスタート） | VTRから始まりVTR終了後にオープニングを放送。ゲスト、コメンテーターの紹介。2023年4月からオープニングCGが廃止され、テーマ曲は使われなくなった。         |
| 17:25頃 | がんばってますっ!!（木曜・金曜）                                         | |
| 17:40頃 | 県内天気予報                                                             | |
| 17:50   | スーパーJチャンネル                                                      | キー局制作の全国ニュース。編成上では単独番組扱いだが2020年9月28日よりEPGでは内包番組となった。                                                        |
| 18:15   | 静岡朝日テレビNEWS                                                       | 『スーパーJチャンネル』からのステーションブレイク無しで開始。                                                                                         |
| 18:42   | 県内天気予報                                                             | |
| 18:51   | とびっきり!食堂                                                          | ここから再びキャストが出演。（司会・アシスタントのみ）                                                                                                |
| 18:59   | エンディング                                                             | 次回の放送予定やこのあとの番組をお知らせする。 |
| 19:00頃 | 番組終了                                                                 | 2022年1月4日から19時開始の番組へステブレレスで接続するようになった。（金曜ほか一部曜日を除く）2023年4月の改編からは全曜日でステブレレス接続となった。 |

- 重大ニュースがある場合、前半パートを休止の上、16:45から『スーパーJチャンネル』を放送する場合がある。また、18時台のANN枠が臨時で18:15以降も拡大される場合、17:48にエンディングとなる。
- 2020年10月5日から、番組のテロップが全て『スーパーJチャンネル』と同じテロップとなる（土曜版は引き続き独自のテロップを使用し日曜版は『スーパーJチャンネル』風のアレンジが使用される）。

## 主なコーナー
とびっきり!情報局（月曜 - 金曜）
県内の政治・事件・事故や、全国で起きた事件・事故の県内での影響などを掘り下げるコーナー。報道色が強い。
2019年12月2日から放送時間を拡大、2024年現在では17時台の放送の大半がこのコーナーを占めている（その一方で、一部のコーナーが終了。「買い物JAWS」「静岡のヒミツ」の様に2ヶ月で打ち切られたケースもあった）。
とびトピ!（月曜 - 金曜）
今話題になっているニュースをVTRでわかりやすく解説。2024年10月から開始。
渡部さんのお天気（月曜 - 金曜）
気象予報士・渡部圭吾が天気予報を伝える（17時台は17:45頃・18時台は18:40頃）
とびっきり!食堂（月曜 - 金曜）
県内のレストラン紹介コーナー。通称「とび食」（とびしょく）。週替わりのテーマで1日2軒紹介する。
17:30頃と18:50の2回放送されるが、内容は同一である。
2016年8月にコーナーロゴとオープニングをリニューアル。
金曜日には、木曜日までに紹介した店舗の中から視聴者の投票で多数の支持を受けた上位2軒をアンコール紹介する。投票者の中から抽選で1名に5000円分のすし券を贈呈する。
2016年8月19日までのコーナー最初に流れる曲はVanilla Moodの「春フルぷるん」であった。それ以降は吾妻光良 & The Swinging Boppersの「やっぱり肉を喰おう」。
2021年4月5日から火曜（月曜深夜）・水曜（火曜深夜）・木曜（水曜深夜）2:00 - 2:11に本コーナーを独立させた番組を開始。一部は静岡朝日テレビのyoutubeでも配信。音楽などはカットされている。
2021年4月4日から日曜の「とびっきり!サンデー」内で、その週に紹介された店舗の再放送を実施。同年9月26日から15:05 - 15:30(特番等で時間変更あり)に「とびっきり食堂 サンデー」のタイトルで放送。
※ここより下段は、コロナ禍の影響で「がんばってますっ!」「県内ニュース」以外は放送されないケースが多い。
美味しい○○（まるまる 不定期月曜）
しずおか新coo感（不定期月曜、2019年12月から）
水曜パネルタイム（不定期水曜）。
技あり クッキング／おまかせ!ヘルシーごはん/お手軽 アイデアクッキング（水曜→火曜。2018年4月から）
料理コーナー。それぞれ隔週で放送。
水曜得盛り（水曜）
がんばってますっ!（2022年5月4日から放送再開。水曜→2023年4月から金曜→2024年現在は木曜・金曜に放送）
とびっきり!県内ニュース（月曜 - 金曜）
「ローカルニュースゾーン」を参照。

### 過去のコーナー
- 情報局プラス
- 地元密着!勝手になんでもベストテン ジモテン
- 一杯のラーメン
- 流行りの○○
- 荻原博子の得するマネー講座
- 荻原博子の買い物JAWS
- 深掘り!パネルゼミ
- 大沼が行く
- しずおか新名物探訪 森ちゃんGO
- 直撃! タカの目調査隊
- 広瀬のぶらぶら旅
- 街角歩きメデス 1万歩の旅
- 出原大樹のおじゃまでなければ…
- 笑顔が見たい!!
- 知りたい!パネルSHOW
- 金曜講座 調べまSHOW
- 知れば言いたい!! 静岡のヒミツ
- スミス春子 静岡マラソンへの道

2020年3月8日に開催予定の静岡マラソン2020に、マラソン未経験のスミス春子アナがフルマラソンにトライするべくスタートしたものの、静岡マラソンが新型コロナウイルス感染拡大により中止となったため、このコーナーも途中で打ち切られた。同年2月24日放送の「美味しい〇〇」終了後にスミスアナが、この件についてお詫びの言葉を述べた。
- 國明のアクティブシニア道
- マンデースポーツコーナー
- 八波一起 - 県内各地に出向き、視聴者からの依頼に応えるコーナー。
- 参上!おじゃマッキー
- 水曜ゆみこです
- 木曜調査隊
- ぶらチャリ（木曜→金曜）

2022年12月16日に放送250回達成
2023年1月から土曜版（午後）へ移動
- 街トレ
- シェフ直伝ごちそうクッキング
- 奥さまマル得フライデー
- イチオシ!とびっきり商店
- ご意見ナビゲーター

## 出演者
過去の出演者も含めて、出演時☆は同局アナウンサー、★は同局社員。ニュース担当については#ローカルニュース枠を参照。

### 司会・アシスタント
- 橋本ありす☆ - （月 - 金）メインMC（月 - 金）、2018年6月まで美味しい○○も担当
- 白木愛奈☆（気象予報士） - サブMC（水・木）、天気予報（金）
- 須藤誠人☆ - サブMC（月・火・金）、2024年3月までがんばってますっ!を担当

### リポーター・コーナー出演
- 伊地健治★ - とびっきり!情報局（木曜を除く）担当。一時期、人事異動によって降板していた
- 宮崎玲衣☆ - 知れば言いたい!! 静岡のヒミツなどを担当
- 林輝彦☆ - とびっきり!情報局（スタジオは木曜のみ。レポーターとしては木曜以外にも登場）などを担当（2019年4月より加入）
- 能地優☆ - がんばってますっ!2代目レポーター（2024年4月より加入）
- 渡部圭吾（オフィス気象キャスター所属気象予報士） - （月 - 木）天気予報

### コメンテーター
- ガダルカナル・タカ（伊豆市出身） - 2018年6月まで、月1回、「直撃! タカの目調査隊」を担当
- 正木裕美（アディーレ法律事務所所属弁護士） - 月1回、法律相談コーナーを担当
- 渡辺広明（マーケティングアナリスト、流通アナリスト、コンビニジャーナリスト）2020年4月 - 現在まで、月2回
- 須田慎一郎（ジャーナリスト）
- 大谷昭宏（ジャーナリスト）
- 飯田泰之（経済学者、明治大学准教授）
- 荻原博子（経済ジャーナリスト）
- 八代英輝[20]（国際弁護士）
- 金子恵美（元・衆議院議員)
- 山口真由（信州大学特任教授）
- 井柳美紀（静岡大学教授）
- 土屋優行（元静岡県副知事）
- 河合郁人（タレント）
- ユージ（タレント）
- 武田一顯（ジャーナリスト）
- 高橋洋一（元財務官僚）
- 酒井郷平（常葉大学教育学部准教授）

ほか
緊急事態宣言の再発令に伴い、2021年1月8日から静岡県外から参加のコメンテーターは、原則リモート出演となった。一度解除されたものの、オミクロン株による「第6波」の感染拡大のため、去る2022年1月20日からリモート出演が復活も、その後解消。

## 過去の出演者

### 歴代司会者
| 期間      | 期間      | 司会       | 司会       | 司会       | 司会       | 司会       | アシスタント | アシスタント | アシスタント | アシスタント | アシスタント      |
| 期間      | 期間      | 月曜       | 火曜       | 水曜       | 木曜       | 金曜       | 月曜         | 火曜         | 水曜         | 木曜         | 金曜              |
| --------- | --------- | ---------- | ---------- | ---------- | ---------- | ---------- | ------------ | ------------ | ------------ | ------------ | ----------------- |
| 2000.6.12 | 2004.10.1 | 梶原しげる | 大長克哉   | 梶原しげる | 大長克哉   | 梶原しげる | 原田裕見子   | 原田裕見子   | 原田裕見子   | 原田裕見子   | 原田裕見子        |
| 2004.10.4 | 2005.9.30 | 大沼啓延   | 大沼啓延   | 大沼啓延   | 大沼啓延   | 大沼啓延   | 原田裕見子   | 原田裕見子   | 原田裕見子   | 原田裕見子   | 原田裕見子        |
| 2005.10.3 | 2007.3.30 | 大沼啓延   | 大沼啓延   | 大沼啓延   | 大沼啓延   | 大沼啓延   | 原田裕見子   | 原田裕見子   | 原田裕見子   | 三ツ木麻喜   | 三ツ木麻喜        |
| 2007.4.2  | 2008.2.1  | 大沼啓延   | 大沼啓延   | 大沼啓延   | 大沼啓延   | 大沼啓延   | 三ツ木麻喜   | 三ツ木麻喜   | 三ツ木麻喜   | 三ツ木麻喜   | 三ツ木麻喜        |
| 2008.2.4  | 2008.6.27 | 大沼啓延   | 大沼啓延   | 大沼啓延   | 大沼啓延   | 大沼啓延   | 山口美紀     | 山口美紀     | 山口美紀     | 山口美紀     | 山口美紀          |
| 2008.6.30 | 2010.1.29 | 大沼啓延   | 大沼啓延   | 大沼啓延   | 大沼啓延   | 大沼啓延   | 山口美紀     | 谷口愛       | 山口美紀     | 谷口愛       | 山口美紀          |
| 2010.2.1  | 2015.3.27 | 大沼啓延   | 大沼啓延   | 大沼啓延   | 大沼啓延   | 大沼啓延   | 横田真理子   | 横田真理子   | 横田真理子   | 横田真理子   | 横田真理子        |
| 2015.3.30 | 2016.9.30 | 大沼啓延   | 大沼啓延   | 大沼啓延   | 大沼啓延   | 大沼啓延   | 橋本ありす   | 橋本ありす   | 橋本ありす   | 橋本ありす   | 橋本ありす        |
| 2016.10.3 | 2017.9.29 | 大沼啓延   | 大沼啓延   | 大沼啓延   | 大沼啓延   | 大沼啓延   | 橋本ありす   | 森直美       | 橋本ありす   | 森直美       | 橋本ありす 森直美 |
| 2017.10.2 | 2018.4.27 | 大沼啓延   | 大沼啓延   | 大沼啓延   | 大沼啓延   | 大沼啓延   | 橋本ありす   | 橋本ありす   | 森直美       | 森直美       | 橋本ありす 森直美 |
| 2018.4.30 | 2018.6.29 | （不在）   | （不在）   | （不在）   | （不在）   | （不在）   | 橋本ありす   | 橋本ありす   | 森直美       | 森直美       | 橋本ありす 森直美 |
| 2018.7.2  | 2019.3.29 | 橋本ありす | 橋本ありす | 橋本ありす | 橋本ありす | 橋本ありす | 森直美       | 森直美       | 森直美       | 森直美       | 森直美            |
| 2019.4.1  | 2020.6.26 | 橋本ありす | 橋本ありす | 橋本ありす | 橋本ありす | 森直美     | 森直美       | 森直美       | 森直美       | 佐野伶莉     | 佐野伶莉          |
| 2020.6.29 | 2024.3.29 | 橋本ありす | 橋本ありす | 橋本ありす | 橋本ありす | （不在）   | （不在）     | （不在）     | （不在）     | 佐野伶莉     | 佐野伶莉          |
| 2024.4.1  | 2025.3.31 | 橋本ありす | 橋本ありす | 橋本ありす | 橋本ありす | 佐野伶莉   | 佐野伶莉     | 佐野伶莉     | 佐野伶莉     | 佐野伶莉     | 須藤誠人          |
| 2025.4.1  | 現在      | 橋本ありす | 橋本ありす | 橋本ありす | 橋本ありす | 橋本ありす | 須藤誠人     | 須藤誠人     | 白木愛奈     | 白木愛奈     | 須藤誠人          |

### 歴代リポーター・コーナー出演
- 杉本孝一☆ - とびっきり!情報局・ご意見ナビゲーター、街角歩きメデス 1万歩の旅担当（2017年3月まで）
- 片山真人☆
- 須藤誠人☆ - がんばってますっ!!他を担当。現在は「とびっきり!しずおか日曜版」メインMC
- 広瀬麻知子☆ - 2019年4月から12月までニュース担当。2019年12月に静岡朝日テレビを退社
- 出原大樹☆ - 特集コーナー「出原大樹のおじゃまでなければ…」などを担当。2017年12月に静岡朝日テレビを退社
- 村田智啓☆ - 荻原博子の得するマネー講座などを担当。2019年3月に静岡朝日テレビを退社
- 堺瞳☆ - とびっきり!いいモノみつけ隊などを担当。2019年3月に静岡朝日テレビを退社
- スミス春子☆ - 2023年3月に静岡朝日テレビを退社
- 佐野伶莉☆ - 2025年3月、アナウンス部から異動。
- 浅田麻実 - （ウエザーマップ所属気象予報士） - 天気予報
- 中川早紀（当時大学生）
- 中野佳也子☆ - とびっきり!県内ニュース担当。2014年まで不定期出演
- 岩村絵里 - 天気予報担当。
- 浅利そのみ - 天気予報担当
- 岡本夏生 - 金曜レギュラー。梨元の降板後にレギュラー出演。2010年の再ブレイク以降には降板し後にゲスト出演している
- 高木千亜紀☆ - 國明のアクティブシニア道、天気情報担当。2011年12月に静岡朝日テレビを退社
- 清水國明（あのねのね）
- 八波一起
- にむらあつと（二村豊人から改名） - 現在も土曜版にも不定期で出演。
- 島崎俊郎
- 彦摩呂
- ちゅ～りっぷ（沼津市住みます芸人）
- 浜内千波（料理研究家） - お手軽アイデアクッキング担当（2016年10月 - 2020年3月）

### 歴代コメンテーターなど
- 梨元勝（ - 2006年6月9日・金曜レギュラー）[注 4]
- 栗田仁（建築家、常葉学園大学非常勤講師）
- 小川泰平（元警察官・犯罪ジャーナリスト）
- 岸博幸（慶応義塾大学大学院教授、元・経産官僚）
- 岡田美奈（日刊スポーツ静岡支局長）
- 大石正則（グルメ評論家、建築家）
- 岩沙好幸（アディーレ法律事務所所属弁護士）
- 前田冨佐男（TVチャンピオンお茶通選手権優勝者）
- 赤池キョウコ（イラストレーター）
- 名波浩（元サッカー日本代表）
- 太田光代（芸能事務所「株式会社タイタン」代表取締役社長。現在は土曜版に移動）
- ロザンナ
- 北村森（日経トレンディ編集長）
- 林マヤ
- 角谷浩一

### とびっきり!クッキング担当
- 仲村芳子（静岡市在住の料理教室経営者）
- 稲垣めぐみ（伊東市在住のペンション経営者夫人、『TVチャンピオン』3分料理人選手権優勝者（2003年））
- 松木一浩（芝川町（現：富士宮市）在住の農業・レストラン経営者）
- ゲスト（主に県内のレストランのシェフ）

## ローカルニュース枠
ローカルニュースのパートは、「静岡朝日テレビNEWS」と題するタイトルが付されており、番組全体の流れからは独立している。なお、このパートに限っては制作部ではなく報道部の担当となっている。

### 概略
夕方のローカルニュースゾーンは、キー局テレビ朝日（ANN）の夕方の基幹ニュース『スーパーJチャンネル』のローカルパート「スーパーJチャンネルしずおか」として2000年5月まで放送されていた。この『とびっきり!しずおか』の開始に伴い、番組内ニュースの位置付けに変更された。
開始当初は本コーナーにコーナータイトルが無く、このパートのオープニングも無かったが、2006年途中から「AsahiTV News」の愛称が付されてリニューアルし、それと同時にオープニングタイトルも始まっている。
スタジオは『とびっきり!しずおか』本編を制作しているAスタジオではなく、報道部に隣接するNスタジオである。
かつて在静民放の夕方ローカルニュースでは数少ないキャスター1人の体制であったが、2007年4月30日以降2人体制となり、同時に番組のセットも変更された。
2012年3月12日、『スーパーJチャンネル』のANNゾーンの飛び降り時間が18:17から2分繰り上がり、放送開始時刻が18:15に変更された。
2018年4月2日から、同枠でのテロップフォーマットを独自デザインからスーパーJチャンネルと同一のものに変更。
2023年4月からオープニングCGが廃止され、YOASOBIのハルジオン（歌い出し前のイントロ部分）も使用されなくなった。

### 放送時間
月曜 - 金曜 18:15 - 18:40頃
『スーパーJチャンネル』（全国ニュース）の放送後、CMを挿まずに始まる。ニュース終了後、アナウンサーが『このあとは渡部さんの天気ととびっきり!食堂です』と発言し提供クレジット表示後、CMを挿んで『とびっきり!しずおか』本編に戻る。

### キャスター
いずれも静岡朝日テレビアナウンサー。
| 期間      | 期間       | 男性     | 女性       |
| --------- | ---------- | -------- | ---------- |
| 2000.6.12 | 2007.4.27  | （不在） | 中野佳也子 |
| 2007.4.30 | 2015.3.27  | 石田和外 | 橋本ありす |
| 2015.3.30 | 2019.3.29  | 石田和外 | 赤間優美子 |
| 2019.4.1  | 2019.12.26 | 石田和外 | 広瀬麻知子 |
| 2020.1.6  | 2024.3.29  | 石田和外 | 久保円華   |
| 2024.4.1  |            | 石田和外 | 栗田麻理   |

### オープニングテーマ
- ハルジオン - YOASOBI（2021年1月 - 2023年3月）
- reminisce - SANOVA（2024年4月 - ）

## とびっきり!しずおか 土曜版
『とびっきり!しずおか 土曜版』（とびっきり!しずおかどようばん）は、2019年4月6日から毎週土曜日 9:30 - 13:30 に放送されている情報番組。2019年3月まで放送されていた『サタハピ しずおか』に代わる土曜朝の情報番組として開始。

### 出演者

#### 司会（メインMC）
- 須藤誠人
- 笹村朱里

リポーター・コーナー出演
- 伊地健治
- 林輝彦
- 西尾梓
- 白木愛奈
- 栗田麻理
- 嶋田光希
- 渡部圭吾（気象予報士）

ほか

#### レギュラー
- ガダルカナル・タカ
- 中山優馬
- 田中直樹・遠藤章造（ココリコ）

田中と遠藤は別々に登場。
- 神保悟志
- 別所哲也
- パトリック・ハーラン（パックンマックン）
- にむらあつと（二村豊人から改名）
- 内藤剛志
- 太田昌克
- 荻原博子
- 金子恵美
- 太田光代
- 熊谷真実
- 向井亜紀
- 梶原悠未

2024年パリ五輪自転車競技日本代表に内定。現在の練習拠点・伊豆の国市から中継での出演。2024年6月22日
- 伊藤さおり（北陽）
- 黒沢かずこ（森三中）

伊藤・黒沢は「ぶらチャリ」のみの登場。
ほか

### 過去の出演者

#### レギュラー
- 橋本ありす（MC、2019年4月6日 - 2025年3月29日）
- 森直美
- 北川彩
- 宮崎玲衣
- スミス春子
- 小川泰平
- 田村亮（ロンドンブーツ1号2号） - 『サタハピ しずおか』から続役。
- 八木真澄（サバンナ） - 『サタさんぽ』（VTR出演）
- フローラン・ダバディ（元フィリップ・トルシエのパーソナル・アシスタント）
- サヘル・ローズ
- ちゅ～りっぷ（2020年12月27日をもって解散したために同年12月19日で終了）
- さこリッチ（ちゅ～りっぷ解散後もピン芸人として2022年3月まで出演）
- 大沼早苗（大沼啓延未亡人）
- 中丸雄一（KAT-TUN）

2024年6月1日、前番組の「朝だ!生です旅サラダ」（朝日放送テレビ制作）のコーナー「発掘!ニッポンなかまる印」のロケで静岡県森町のとうもろこし売り場をレポート。その後に引き続いて登場。
ほか

### 現在のコーナー
- とびっきり!情報局土曜版
- しずおかニュースランキング
- ハッピーイオン
- てくてくみっけ旅
- 静岡ウマいもの遺産
- きょうの気分はどっちランチ?
- 移住コーナー（コーナータイトルが設定されていない）
- 伊地健治が行く! ニュースの現場
- ぶらチャリ
  - 2023年1月より平日版から移動。2024年1月13日放送で300回達成。

上記のコーナーが放送時間の大半を占めており、以下のコーナーは放送されない場合がある。
- ぷらすな生活
- 市場調査部
- 土曜特集

### 過去のコーナー
- お父さんもおいしい!「とび食」土曜版
- ラーメン刑事
- 角谷映画塾
- 休日ドローン
  - このコーナーにて収録の映像の一部が「しずおかSORAさんぽ」で使用された。
- 5分でなっとく! しぞ～か体操塾

ほか

## とびっきり!しずおか 日曜版（旧・とびっきり!サンデー）
『とびっきり!しずおか 日曜版』は、2021年4月4日から毎週日曜日の15:20 - 17:30に放送されている情報番組。同局は番組開始にあたって「1週間休みなしで放送する情報番組は、全国のテレビ局でも異例で、静岡県民に寄り添った生活に役立つ情報をお届けしていきます」とコメントしている。

### 放送内容・放送時間について
平日版・土曜版と違い、放送内容はかつての『とびっきり!しずおか』に近く、有名タレント・アナウンサーが外でロケを行う地域密着型バラエティ番組となっている。『日曜版』に改題してからは「ニュース」も扱う様になったが主な番組企画は『サンデー』時代とほぼ変わらずグルメロケを中心に県内のスポットを有名タレントが巡る番組構成となっている。ただし、災害級の大雨や地震による影響等のニュースが入ってきた場合は最新ニュース・被害状況などを主に扱うため、ロケ企画の放送は延期となる場合がある。
放送時間についてはテレビ朝日制作全国ネット番組（サンデープレゼント）やスポーツ中継などにより放送時間が変動する場合がある（詳細は後述）。原則番組休止にはせず後座番組の「スポパラサンデー」（のちに「とびっきり!サンデー」の1コーナー扱い）を中心に短縮放送する場合や放送時間を繰り上げるなどとしている。
2021年9月26日から15:05 - 15:30（9月26日のみ14:55 - 15:20）に「とびっきり食堂　サンデー」が開始されるため、10分繰り下げの15:30開始となる。また後座番組の「スポパラサンデー」を本番組の1コーナーとして編成するのに伴い、放送時間を17:30までに拡大。2022年4月3日から開始時間を30分繰り下げて16:00開始となる。
2023年4月9日からは『とびっきり!しずおか 日曜版』に番組タイトルを変更。これに伴い『土曜版』のタイトルロゴを赤色から青色に変更し『日曜版』を赤色に変更した。同日から他曜日に併せてコメンテーターが登場。
2024年4月7日から放送時間を13:55 - 17:30まで拡大する事になった、日曜版の拡大により、平日版・土曜版と併せると1週間で合計19時間15分、『とびっきり!しずおか』が放送される。全国的に見ても1週間で合計19時間15分自社制作番組（生放送以外の番組等を含めても）が放送されるのは極めて異例の出来事である。出演者も静岡市出身の教育学者・斎藤孝や同じく伊豆市出身のガダルカナル・タカなど引き続き多彩なコメンテーターや有名タレントを起用する他、人気コーナーである『関根勤の一万円ぽっきり旅』『ロバート秋山・富士彦のオレ達商店GUY!!!』（2024年1月7日深夜には、静岡市の中心歓楽街を巡るスピンオフ企画『オレ達歓楽GUY!!!』も放送）、『カミナリの広報丸投げツアー』も継続する予定であり、県内各地からの中継企画や料理コーナー等、新しい企画も登場予定とされている。しかし放送時刻に関しては前述の通り「サンデープレゼント」等の特別編成によって変動することが多く、2024年11月頃からは13:55から番組開始されることはほぼなかった。2025年4月より『何を隠そう...ソレが!』（テレ東制作）やBS朝日制作番組（『ネコいぬワイドショー』等）を遅れネットを開始するため、再度番組開始時刻を15:20開始に繰り下げられた。

### 出演者
メインMC
- 須藤誠人
- 白木愛奈

リポーター・コーナー出演
- 林輝彦
- 宮崎玲衣
- 笹村朱里
- 嶋田光希
- 橋本ありす（ナレーションのみ）

ほか

### 歴代コメンテーターなど
- 齋藤孝
- 水谷隼
- ユージ
- 宮本亞門
- ふかわりょう
- ガダルカナル・タカ

コメンテーターとして初めて、平日・土曜版・日曜版の全てに登場（2023年6月18日、11月19日、2024年1月14日、2月18日、3月3日、4月28日、5月19日、6月2日）。
- 須田亜香里
- 當間ローズ
- 中山優馬
- ヒデ（ペナルティ）
- 別所哲也
- 濱口優（よゐこ）
- 池森秀一（DEEN）

ほか

## 放送中止・変更の備考
平日版は重大ニュースが発生した場合や年末の本番組中止期間中は16:48から『スーパーJチャンネル』（テレビ朝日制作）をネットされる。年末は18時台の関東ローカル枠も含め臨時フルネットとなる。また、土曜版・日曜版が年末年始の編成に伴い中止する場合はテレビ朝日系列で放送されたスペシャルドラマや『ポツンと一軒家』（朝日放送テレビ制作）の傑作選、日曜版は『人生の楽園』（テレビ朝日制作）の人気番組や過去に放送された特番などを放送する。『日曜版』関しては2024年4月から2025年3月まで放送時間を13:55開始となっていたが、隔週テレビ朝日制作（テレビ朝日の他不定期にANN各局制作）の『サンデープレゼント』等が放送されるため15:20開始に繰り下げられることが多かった（詳細は以下の記載通り、「SP枠」は該当した日）。
とびっきり!しずおか
- 2017年7月26日は全国高校野球選手権静岡大会の中継を12:50 - 15:35に行っていたが途中雨により中断、16:45からの当番組内でも試合の模様を中継し17:53からの『スーパーJチャンネル』（テレビ朝日制作）を一旦挟んだあと18:15から試合終了まで中継したため県内ニュースが全く放送されない状況となった。
- 2021年8月2日は『2020東京オリンピック サッカー女子準決勝「アメリカ×カナダ」』（テレビ朝日制作、カシマスタジアム）を17時から生中継するため、放送時間15:43 - 16:40に繰り上げて放送した（当初予定していた「相棒セレクション」は放送休止）。
- 2021年12月17日、大阪府大阪市北区曽根崎新地で起きたビル火災のニュースを伝えるため、『スーパーJチャンネル』（テレビ朝日制作）17時台を臨時ネットした。そのため、17時台は16:40 - 16:45に短縮[注 9]。
- 2021年12月23日は、「年末スペシャル」として15:45から繰り上げて放送。平日版としては年内最後の放送となる。
- 2021年12月24日は、17:00 - 23:10に「ミュージックステーション ウルトラSUPER LIVE2021」（テレビ朝日制作）放送のため休止。
- 2021年12月27日 - 29日までは年末編成で休止となったため、「スーパーJチャンネル」（テレビ朝日制作）をフルネット。県内のローカルニュースは代替として16:40 - 16:45に「SATVニュース」を放送した。
- 2022年1月27日は、18:30 - 21:00に「FIFAワールドカップカタール2022アジア地区最終予選 日本×中国（テレビ朝日制作、埼玉スタジアム）」中継のため、18:30で終了。
- 2022年2月1日は、18:45 - 21:15に『ワールドカップアジア地区最終予選「日本×サウジアラビア」』（テレビ朝日制作、会場は1月27日と同じ）実況中継のため、18:45で終了。
- 2022年2月3日は、18:45 - 21:54に『北京オリンピック スキーモーグル男女予選』（テレビ朝日制作）中継のため、18:45で終了。
- 2022年2月17日は、5分のローカルニュースの後、16:45 - 24:10に『北京オリンピック・スピードスケート女子1000mと、フィギュアスケート女子フリー』（テレビ朝日制作）中継のため休止。
- 2022年2月7日 - 2月18日は、「北京オリンピック」報道で「スーパーJチャンネル」（テレビ朝日制作、全国ネット）を10分拡大して放送のため、第1部は17時40分で終了。
- 2022年5月9日は、ロシアの対ナチス戦勝記念日 (5月9日)におけるプーチン大統領の演説を生中継するため、15:43 - 15:48にローカルニュース、15:48 - 16:45に「スーパーJチャンネル拡大SP」（テレビ朝日制作）放送のため5分遅れの16:45から放送[注 10]。
- 2022年7月8日は奈良県で起きた安倍晋三銃撃事件の関連ニュースを伝えるため『スーパーJチャンネル』（テレビ朝日制作）17時台を臨時ネット[注 11]したため、第1部を休止[注 12]。当初は「安倍氏が心肺停止の重体」と報じられていたこともあり、第2部は通常放送の予定だった。しかし、その直前になって安倍が死亡したとの一報が入り、急遽通常関東ローカルの『スーパーJチャンネル』（テレビ朝日制作）の18:15 - 18:50枠が臨時に全国ネットに変更され、さらに『報道ステーション緊急拡大スペシャル』（テレビ朝日制作、18:50 - 21:54[注 13]）の編成が決定したため、結局全面休止となった。年末年始や国際的なスポーツ中継以外の事象で全面休止となったのは今回が初めて。23:10枠の『SATVニュース』『スポーツパラダイス』は通常通り放送され、代替となる県内ニュースはYouTubeで18時から生配信した。
- 2022年7月27日は19:30 - から『マイナビオールスターゲーム2022 第2戦』（テレビ朝日制作、松山坊っちゃんスタジアム）中継のため、18:30で終了。『とびっきり!食堂』『渡部さんのお天気』は休止。
- 2022年9月23日は18:00 - 21:48に『ミュージックステーション ぶちアゲ4時間スペシャル』（テレビ朝日制作）放送のため、18:00で終了[32]。
- 2022年11月10日は18:30 - から『野球・侍ジャパンシリーズ「日本VSオーストラリア」』（テレビ朝日制作）放送のため、18:30で終了。
- 2022年12月23日は17:00 - 23:10に『ミュージックステーション ウルトラSUPER LIVE2022』（テレビ朝日制作）放送と『スーパーJチャンネル』（テレビ朝日制作）放送時間繰り上げ（16:30 - 17:00）のため休止。従って、2022年の平日版の放送は前日12月22日までとなる。
- 2023年3月6日は18:00 - から『ワールドベースボールクラシック（WBC）強化試合「侍ジャパン×阪神」』（テレビ朝日制作、京セラドーム大阪）放送のため、18時で終了。
- 2023年3月16日は18:34 - から『ワールドベースボールクラシック（WBC）準々決勝「侍ジャパン×イタリア」』（テレビ朝日制作）放送のため、18時40分で終了。
- 2023年3月23日は14:50 - 16:45まで「JチャンネルSP 祝！侍世界一緊急特番」（テレビ朝日制作）放送のため、5分遅れの16:45開始に変更。なお、本来放送予定の「傑作ワイド劇場」は休み、「相棒セレクション」は13:54 - 14:50に繰り上げて放送した。
- 2023年4月13日は18:34 - から『2023年世界フィギュアスケート国別対抗戦』（テレビ朝日制作、男女シングル・ショートプログラム）放送のため、18時34分で終了。
- 2023年5月5日（こどもの日）は石川県珠洲市で震度6強の地震が発生し、『ポツンと一軒家 傑作選』（朝日放送テレビ制作[注 14]）の放送を中断し『ANN 報道特別番組』（14:45 - 15:48[33]）、『スーパーJチャンネル 緊急前拡大』（テレビ朝日制作、15:48 - 16:45）を放送したため、5分遅れの16:45開始となった。『相棒セレクション』は休止。
- 2023年6月2日は台風2号によって発生した線状降水帯の影響で県内で大雨が降り続いてることや県内に土砂災害警戒情報の発表など大雨の最新情報を伝えるため、『相棒セレクション』を急遽休止し予定していた放送開始時間を16:40開始から15:43開始に繰り上げ。この日の放送内容の大半を大雨の最新情報に切り替え。
- 2023年7月17日・18日・21日 - 28日は福岡・世界水泳関連情報を17:45 - 17:50の5分間、「スーパーJチャンネル」（テレビ朝日制作、全国ネット枠）内で放送するため第1部は17:45で終了。
- 2023年7月19日・20日は両日とも18:30 - から『マイナビオールスターゲーム2023』（テレビ朝日制作[注 15]）中継のため、両日とも18:30で終了。
- 2023年8月1日は『Paris Saint-Germain JAPAN TOUR 2023「パリ・サンジェルマン×インテル」』（テレビ朝日制作）放送のため、18:54で終了。
- 2023年8月4日は「『ミュージックステーション』夏の3時間半SP」（テレビ朝日制作）放送のため、18:30で終了。
- 2023年11月2日は17:50 - 『SMBC日本シリーズ2023第5戦「阪神×オリックス」（甲子園球場・テレビ朝日制作）』中継と「スーパーJチャンネル」放送時間繰り上げ（17:25 - 17:50に変更）のため、17:25で終了。
- 2023年11月16日は2026FIFAワールドカップアジア2次予選「日本×ミャンマー」（パナソニックスタジアム吹田・テレビ朝日制作）中継のため、18:50で終了。
- 2023年11月17日はカーネクストアジアプロ野球チャンピオンシップ2023「日本×韓国」（東京ドーム・テレビ朝日制作）中継のため、2日続けて18:50で終了。
- 2023年12月22日は18:30 - 23:10で『ミュージックステーション SUPER LIVE2023』（テレビ朝日制作）放送のため、18:30で終了。
- 2023年12月25日は18:00 - 20:00で『帰れマンデー見っけ隊!!2時間スペシャル』（テレビ朝日制作）放送のため、18:00（本番組の放送は17:35まで）で終了。
- 2023年12月26日は18:00 - 21:48で『家事ヤロウ!!!4時間スペシャル』（テレビ朝日制作）放送のため、18:00（本番組の放送は17:35まで）で終了。
- 2023年12月27日は『相棒セレクション』を14:42 - 15:40へ移動して『年末スペシャル』と題し、15:40 - 18:00（本番組の放送は17:35まで）に変更して放送。この日が平日版の放送は2023年内最後となる。
- 2024年1月4日は18:00 - 21:00で『楽しく学ぶ!世界動画ニュース＆朝メシまで。 合体3時間SP』（テレビ朝日制作）放送のため、18:00で終了。
- 2024年3月7日は18:50 - 21:00で「野球・侍ジャパン強化試合『日本×欧州代表』」（テレビ朝日制作・京セラドーム大阪）中継のため、18:50で終了。
- 2024年3月18日は18:30 - 21:54で『MLBソウルシリーズ2024エキシビションゲーム ドジャース×韓国代表』（テレビ朝日制作・高尺スカイドーム）中継のため、18:30で終了。
- 2024年3月21日は18:00 - 21:54で『MLBソウルシリーズ2024 ドジャース×パドレス』（テレビ朝日制作・高尺スカイドーム）中継のため、18:00で終了。
- 2024年5月28日は静岡県下での線状降水帯の発生が心配された事から『相棒セレクション』を休止して、15:43から拡大放送を実施。牛山素行（静岡大学(教授)をスタジオゲストに迎えて状況などを解説。また、この日スタジオに登場予定だった八代英輝・荻原博子は2人共東京からリモート出演となった。
- 2024年6月28日は静岡県の西部・中部で線状降水帯が発生したため急遽『相棒セレクション』を休止して、15:43から拡大放送を実施。この日にスタジオ出演を予定していた飯田泰之は、出張先の大阪からの移動が東海道新幹線が一時運転見合わせして不可能となったため、大阪からのリモート出演に変更した。
- 2024年7月19日は『ミュージックステーション 夏祭り3.5時間SP』の放送のため、18:30で終了。
- 2024年7月23日・24日[注 16]は『マイナビオールスターゲーム2024』の放送のため、18:30で終了（「渡部さんのお天気」「とびっきり食堂」は17時台に放送）[34]。
- 2024年7月29日は『2024年パリオリンピック・柔道』中継のため、16:48で終了（放送内容は県内ニュースのみ）。
- 2024年7月30日から8月9日の間、『ANNスーパーJチャンネル』（全国ニュース）が10分繰り上がるため、17時台は17:40で終了。
- 2024年8月1日は『2024年パリオリンピック・バスケットボール 女子予選　日本×ドイツ』の放送のため17:30終了だが「ANNスーパーJチャンネル」（17:05 - 17:30）繰り上げのため実質17:05終了。
- 2024年8月8日は『2024年パリオリンピック・卓球 男子団体準決勝』中継のため、16:40 - 16:48の短縮版を放送。
- 2024年9月26日は当日行われる袴田事件再審判決（判決の言い渡し）情報を中心に13:45 - 19:00までの拡大放送を実施。
- 2024年10月31日は当初は通常編成の予定だったが、『SMBC日本シリーズ2024 第5戦（最終戦）　ソフトバンクホークス×横浜DeNAベイスターズ戦』（テレビ朝日制作）が急遽編成されることに伴って放送時間を短縮して放送、17時台は『スーパーJチャンネル』（全国ニュース、17:25 - 17:50）が繰り上がるため17:25で終了、代替となる県内ニュースは17:50 - 17:54に『SATVニュース』として放送した。
- 2024年11月6日は当初は通常通り16:40開始だったが2024年アメリカ合衆国大統領選挙中継のため、予定していた編成を変更し『スーパーJチャンネル』（テレビ朝日制作、15:50〜）を放送した関係で番組開始時刻を16:48開始に繰り下げた。
- 2024年11月13日・18日・21日は『世界野球プレミア』[注 17]（テレビ朝日制作）中継のため、各日時は18時台は18:30で終了[注 18][35]。
- 2024年12月23日 - 26日は年末特番編成に伴い、18時台（第2部）は18:30に終了、27日はミュージックステーション スーパーライブ2024を放送のため全編休止、この日をもって土日版含めた『とびっきり!しずおか』は26日が2024年内最後の放送となった、新年の放送は2025年1月6日から放送開始（土曜版は11日〜、日曜版は12日〜）。
- 2025年1月27日の放送は先日から一部週刊誌などで報じられている元タレントの中居正広とフジテレビの不適切接待疑惑（後の中居正広・フジテレビ問題）の報道を受けてフジテレビ及びフジ・メディア・ホールディングスの会見（臨時取締役会）を中継するため急遽『相棒セレクション』を休止し、15:43 - 15:50に『SATVニュース』、15:50 - 16:48に『スーパーJチャンネル 緊急前拡大』[注 19]を放送したため、番組開始時刻を16:48に繰り下げて放送した。またこの日の17時台の内容をフジテレビ会見に関する報道に切り替えた。
- 2025年2月18日の放送は昨年10月に死去した俳優・西田敏行の特別番組『緊急特別番組　ありがとう西田敏行さん～不世出の名優 安らかに…～』の放送のため、18時台は18:30で終了[36]。
- 2025年3月6日は『野球・侍ジャパンシリーズ 日本×オランダ戦』（18:30 - 21:00[注 20]）中継のため、18時台は18:30で終了。
- 2025年3月20日（春分の日）は、18:30 - 21:35[注 21]『2026 FIFAワールドカップアジア最終予選　日本×バーレーン』中継のため、18時台は18:30で終了。
- 2025年7月18日は、18:00 - 21:48『ミュージックステーション SUPER SUMMER FES』の放送のため、17:35で終了、17:35 - 18:00の間は『ANN スーパーJチャンネル』（全国ニュース枠）を放送[37]。
- 2025年7月23日及び24日は18:30から『マイナビオールスターゲーム2025』（開催地：7月23日〈第1戦〉：京セラドーム大阪・7月24日〈第2戦〉：横浜スタジアム[38]）中継のため、18時台は18:30で終了、「とびっきり食堂」は17時台に放送。
- 2025年7月30日は2025年カムチャツカ半島地震による静岡県を含む日本列島太平洋側に津波警報が発令されたため、『ANN報道特別番組　太平洋側に津波警報』（ - 15:50）を放送、その後15:50から『ANN スーパーJチャンネル』を放送し、当日16時時点では16:48から放送予定であったが16:48からも『ANN 報道特別番組（スーパーJチャンネル）』の放送を続行され、そのまま19:00まで放送された。番組放送直前に番組公式X（Twitter）にて18時台を含め全編休止が発表された[39]、県内の津波に関する最新情報はYouTubeチャンネル「静岡朝日テレビニュース」やニュースサイトで17時からライブ配信した。
- 2025年8月5日は『第107回全国高等学校野球選手権大会 開会式』（朝日放送テレビ制作）中継を行う関係で番組開始時刻を16:30開始に繰り上げ[40]。

とびっきり!しずおか土曜版
- 2019年10月12日の放送は台風19号に関する情報を放送するため、一旦13:00で終了後、再放送番組を挟んで14:00 - 16:30に再び当番組を放送した。9:30からの本編と合わせて合計6時間にわたり、伊東市、静岡市、浜松市、沼津市、掛川市など県内各地からの中継や、牛山素行（静岡大学防災総合センター教授）の解説を交えながら台風情報を伝え続け、その後16:30から『ANN緊急報道特番』（テレビ朝日制作）へと繋げた。また11:57（第3部）からの放送はABEMAでも同時配信（ただし、16:00過ぎにテレビ朝日が関東ローカルで報道特番を開始して以降はそちらの同時配信に切り替えられた）され、ローカル局にもかかわらず長時間報道を続けるのは全国でも異例の事でこの出来事はスポーツ報知の記事にも掲載された[41]。
- 2021年7月3日の放送は、前日から静岡県内に降り続いた大雨・熱海市の土砂災害の情報を伝えるため、13:30終了の予定を15:35までに拡大し、その後、更に16:30まで拡大して放送した。番組一部はABEMA・YouTubeでも同時配信されている[42]。
- 2021年12月25日の放送は、12:00から『ドクターX～外科医・大門未知子～(第6期)』の再放送のため、午前の部（11:45迄）で終了となる。なお、この日が土曜版は年内最後の放送となる。
- 2022年2月5日の放送は、8:00 - 9:55で「北京オリンピック 開会式ハイライト」（テレビ朝日制作）放送のため、開始時間が9:55に繰り下げとなる（午後は通常通り）。
- 2022年2月12日の放送は、通常9時30分終了の『朝だ!生です旅サラダ』（朝日放送テレビ制作）の終了時間変更（10時まで延長）と10:00 - 13:00に『北京オリンピック・カーリング 女子「日本×デンマーク」』（テレビ朝日制作）中継のため休止。
- 2022年8月13日の放送は台風8号の情報を伝えるため、『ポツンと一軒家　傑作選』（朝日放送テレビ制作）を休止し 15:30 - 16:30に再び当番組を放送した。
- 2022年12月24日の放送は、『とびっきり!しずおか 重大ニュース静岡2022』と題して、静岡県で2022年に発生した事件などを振り返る特別番組を放送。なお、この日が土曜版は年内最後の放送となる。
- 2023年6月3日の放送は前日に続き台風2号などによる大雨被害に関する情報を放送。これによる東海道新幹線の運転中止の影響で、この日のゲスト・田中直樹（ココリコ）が静岡に来る事が不可能となり、急遽リモート出演に変更した。
- 2023年7月29日の放送は9:55から『第105回全国高校学校野球選手権静岡大会 決勝』を放送。終了後に再開。
- 2023年9月23日の放送は12:00から『女子サッカー日本代表 国際強化試合　なでしこジャパン×アルゼンチン代表』（テレビ朝日制作）の放送のため、午前の部（11:45）で終了。
- 2023年11月18日の放送は12:00から「カーネクストアジアプロ野球チャンピオンシップ2023『日本×オーストラリア』（東京ドーム・テレビ朝日制作）中継のため、午前の部（ - 11:45）で終了。
- 2023年12月30日の放送は『芸能人格付けチェック!2023　特別編』（朝日放送テレビ制作、10:00 - 14:00）の放送のため休止、「土曜版」は12月23日がこの年最後の放送となった。
- 2024年7月27日は2024年パリオリンピック開会式の録画中継を8:00 - 11:00で放送のため、午前の部は11時開始に繰り下げての放送となる（午後は通常通り）。
- 2025年7月26日は『第107回全国高校野球選手権静岡大会 準決勝』（9:30 - 15:00、途中「ANNニュース」を放送）中継のため、全編番組休止。
  - 2024年10月11日・2025年3月15は終了時刻を5分拡大の13:35終了。

とびっきり!しずおか 日曜版（旧・とびっきり!サンデー）
- 2021年7月4日・12日の放送は、前日に引き続き、静岡県内の大雨被害と熱海市の土砂災害被害の情報を伝えるため、後座番組の『スポパラサンデー』を休止し、17:30まで拡大して放送した。
- 2021年12月19日は本番組の1コーナー「スポパラサンデー」の年末スペシャルのため休止。日曜版としては同月12日で年内最後の放送となった。
- 2022年4月17日は13:55 - 16:15で『プロ野球「阪神×巨人」』（甲子園球場）放送のため、16:15開始に繰り下げ。
- 2022年5月29日は同時刻に「リゾートトラストレディスゴルフ2022」全国ネットの中継を行うために休止。
- 2022年10月2日は14:30 - 17:30で「芸能人格付けチェック 食と芸術の秋3時間スペシャル傑作選」（朝日放送テレビ制作）放送のため休止。
- 2022年10月16日は同時刻に「富士通レディース2022」（テレビ朝日制作）最終日の中継を行うために休止。
- 2022年10月23日は13:55 - 16:15で『フィギュアグランプリシリーズ アメリカ大会』（テレビ朝日制作）中継のため、16:15開始に繰り下げ。
- 2022年10月30日は同時刻に「樋口久子三菱電機レディス2022」（テレビ朝日制作）最終日の中継を行うために、13:55 - 16:00に放送時間を繰り上げ。
- 2022年11月6日は放送開始時刻を5分繰り上げ、15:55開始に変更[注 22]。
- 2022年11月13日は同時刻に『伊藤園レディスゴルフ2022』（テレビ朝日制作）最終日の中継を行うために、14:50 - 16:00に放送時間を繰り上げ。
- 2022年11月27日は17:00 - 18:40に「タモリステーション～絶対に負けられないFIFAワールドカップ 決戦直前SP～」（テレビ朝日制作）放送のため、15:30 - 17:00に繰り上げ。
- 2022年12月11日は同時刻に「Hitachi 3Turs championship2022」（テレビ朝日制作）放送のため、13:55 - 16:00に放送時間を繰り上げ。
- 2022年12月18日は14:55 - 17:25で「M-1グランプリ 敗者復活戦」（朝日放送テレビ制作）放送のため、13:55 - 14:55に放送時間を繰り上げ。
- 2022年12月25日は放送開始時刻を20分繰り上げ、15:40開始に変更。なお、この日が日曜版は年内最後の放送となる。
- 2023年2月5日は放送開始時刻を10分繰り上げ、15:50開始に変更。
- 2023年2月19日は15:20 - 16:15で「ザワつく!金曜日」（テレビ朝日制作）傑作選放送のため、16:15開始に変更して放送時間が15分短縮された。
- 2023年2月26日は13:55 - 15:55で『2023年FIBAバスケットボール・ワールドカップ アジア地区予選「日本×バーレーン」』（テレビ朝日制作）戦中継と、15:55 - 16:15で、『野球侍ジャパン応援番組』（テレビ朝日制作）放送のため、16:15開始に変更して、放送時間が15分短縮された。
- 2023年3月26日は15:50 - 17:30で松坂大輔がゲスト出演した「路線バスで寄り道の旅」（テレビ朝日制作）を放送のため休止。このため、同年3月19日をもって『とびっきり!サンデー』の番組タイトルでの放送を終了。
- 2023年4月2日は13:55 - 17:30で「路線バスで寄り道の旅 新春スペシャル」（テレビ朝日制作）放送のため、休止。
- 2023年5月21日は同時刻に「リゾートトラストレディスゴルフ2023」全国ネットの中継を行うために休止。
- 2023年7月9日は13:55 - 15:50で「バスケットボール強化試合　日本×台湾」（テレビ朝日制作、浜松市にある浜松アリーナでの強化試合）と、15:50 - 16:15で福岡で行われる2023年世界水泳選手権のPR番組「いよいよ今週開幕！博多華丸・大吉の世界水泳福岡ばい！SP」（テレビ朝日制作）放送のため、16:15開始に変更して放送時間が15分短縮。
- 2023年7月23日は14:50 - 16:15で「世界水泳福岡　競泳開幕!ウルトラ応援SP」（テレビ朝日制作）と、16:15 - 17:25で「路線バスで寄り道の旅」（テレビ朝日制作）放送のため休止。代わりに17:25 - 17:30に「SATVニュース」を放送。
- 2023年10月15日は16:00 - 17:25で『富士通レディースゴルフ2023 最終日』（テレビ朝日制作）放送のため、14:50 - 16:00に繰り上げて放送、この日も17:25 - 17:30に「SATVニュース」を放送。
- 2023年10月29日は16:00 - 17:25で『樋口久子三菱電機レディス2023』（テレビ朝日制作）放送のため休止。この日も17:25 - 17:30に「SATVニュース」を放送。
- 2023年11月5日は開始時間が5分繰り上がって15:55開始となる（終了時刻は変更なし）。
- 2023年11月12日は16:00 - 17:25で『伊藤園レディスゴルフ2023』（テレビ朝日制作）、17:25 - 17:30は、来る2024年3月10日に5年ぶりに開催される静岡マラソンの事前PR番組放送のため休止。
- 2023年12月3日は開始時間が5分繰り上がって15:55開始となる（終了時刻は変更なし）。
- 2023年12月9日は同時刻に『Hitachi 3Tours Championship2023』（テレビ朝日制作）放送のため、14:50 - 16:00に繰り上げて放送。その前の13:55 - 14:50に『静岡くまなくリサーチ 噂のご近所グルメ』傑作選（同年12月17日に最新回を放送）も放送。この日は17:25 - 17:30に「SATVニュース」も放送。
- 2023年12月17日は開始時間が1時間繰り上がって15:00開始となる（終了時刻は変更なし）。

なお、翌週12月24日は14:30から『M-1グランプリ2023 敗者復活戦』（朝日放送テレビ制作）、12月31日（大晦日）は13;30から『ポツンと一軒家』大晦日スペシャル（朝日放送テレビ制作）が放送されたため、日曜版は12月17日が2023年最後の放送となった。
- 2024年2月11日（建国記念の日）は開始時間が40分繰り上がって15:20開始となる（終了時刻は変更なし）。
- 2024年2月25日は開始時刻が10分繰り上がって15:50開始となる予定だったが、直前に放送の『FIBAバスケットボールアジアカップ予選「日本×中国」』戦（テレビ朝日制作・有明コロシアム）の中継が16:05まで延長してしまったため、16:05開始に変更された（終了時刻は変更なし）。
- 2024年3月10日は開始時刻が40分繰り上がって15:20開始となる（終了時刻は変更なし）。15時台は、この日5年振りに開催された「静岡マラソン」の振り返りを実施。ゲストランナーの田村亮へのインタビューなどか行われた。
- 2024年5月12日は13:55 - 15:20で『密着×モンスター井上尚弥～伝説の750日～超満員の東京ドームでネリを衝撃6回TKO』（SP枠・テレビ朝日制作）放送のため、開始時間が15時20分に繰り下げられる（終了時刻は変更無し）。
- 2024年5月26日は13:55 - 16:00でプロ野球「阪神×巨人」（朝日放送テレビ制作・甲子園球場）中継と、16:00 - 17:25で『リゾートトラストレディスゴルフ2024最終日』全国ネットの中継を行うために放送休止。
- 2024年6月9日は13:55 - 15:20で『注文の多い初キャンプ（第9弾）』（SP枠・テレビ朝日制作）放送のため、開始時間が15時20分に繰り下げられる（終了時刻は変更なし）。
- 2024年6月30日は13:55 - 15:20で『資生堂レディスオープン2024』最終日（SP枠・テレビ朝日制作）中継のため、開始時間が15時20分に繰り下げられる（終了時刻は変更なし）。
- 2024年7月7日は13:55 - 15:20で『CHEF-1グランプリ2024～決勝直前! オムライスに革命SP～』（SP枠・朝日放送テレビ制作）放送のため、2週続けて開始時間が15時20分に繰り下げられる（終了時刻は変更なし）。
- 2024年7月21日は13:55 - 17:30で『70年代、80年代アイドル大集合！路線バスの旅 新春の箱根路スペシャル』（テレビ朝日制作でテレビ朝日では2024年1月1日に放送[43]）放送のため、全編休止。
- 2024年7月28日は16:30 - 21:00（延長あり）で2024年『パリオリンピック・柔道』を中継のため、16:30で終了。
- 2024年8月4日は『パリオリンピック・バドミントン 準決勝 女子・男子シングルス』を中継のため、15:00で終了。
- 2024年8月11日は13:55 - 15:20で『徹子の部屋特別編「戦争」を忘れない〜櫻井翔が聞く黒柳徹子の記憶〜』（SP枠・テレビ朝日制作）の放送のため、番組開始時刻が15時20分に繰り下げられる（終了時刻は変更なし）。
- 2024年8月25日は13:55 - 15:20で『SansanKBCオーガスタゴルフトーナメント2024 最終日』（SP枠・九州朝日放送制作・主催）中継のため、番組開始時刻15時20分に繰り下げられる（終了時刻は変更なし）。
- 2024年9月1日は当初放送休止予定だったが、台風10号関連のニュースを放送するため15:20からの短縮放送となった。
- 2024年9月8日は14:00 - 15:55で『第57回　ソニー 日本女子プロゴルフ選手権大会 最終日』（SP枠・朝日放送テレビ制作・13:55 - 14:00は直前情報を放送）中継のため、番組開始時刻を15:55に繰り下げ（終了時刻は変更なし）。
- 2024年9月22日は13:55 - 15:20で『緊急報告!再エネ革命　風車が導く奇跡の物語』（SP枠・テレビ朝日制作）、15:20 - 15:50で『テレメンタリー2024「でっち上げ〜袴田事件　58年の叫び〜」』（火曜深夜にも再放送）の放送のため、番組開始時刻を15:50に繰り下げ（終了時刻は変更なし）。
- 2024年10月27日は13:55 - 16:00『ZOZO CHAMPIONSHIP（ZOZO主催PGAゴルフツアー）最終日第2部』（テレビ朝日制作）、16:00 - 17:25『樋口久子 レディス2024 最終日』（テレビ朝日制作）の2番組ゴルフ中継のため、全編番組休止、代わりにこの日は17:25 - 17:30に『SATVニュース』を放送。
- 2024年11月3日（文化の日）は13:55 - 15:20で『明治安田presents キングカズと限界を超えよう。〜挑戦者たちのキセキ〜』（SP枠・テレビ朝日制作）を放送のため、番組開始時刻を15:20開始に繰り下げ（終了時刻は変更なし）。
- 2024年11月10日は13:55 - 15:20『いま、伝えたいありがとう～パラアスリートたちの絆物語～』（SP枠・テレビ朝日制作）、15:20 - 16:00『静岡で満喫!風呂とメシ』、16:00 - 17:25『伊藤園レディスゴルフ2024 最終日』（テレビ朝日制作）の各番組を放送のため、全編番組休止、代わりにこの日は17:25 - 17:30に『SATVニュース』を放送。
- 2024年11月17日は13:55 - 16:00で『フィギュアスケートグランプリシリーズ2024・フィンランド大会　男女フリー』（テレビ朝日制作）中継のため、16:00 - 17:30の短縮版を放送。
- 2024年11月24日は13:55 - 15:30『激撮!自衛隊密着24時 思わず息のむ超絶映像SP』（テレビ東京系列（TXN）・テレビ愛知制作、テレビ愛知で2024年1月2日放送[44]）[注 23]、15:30 - 17:30『自給自足ファミリー2023‘’秋’’【秘境で発見!仰天生活】』（BSテレ東制作・2023年11月19日放送分）放送のため、全編番組休止[注 24]。
- 2024年12月1日は12:05 - 14:26（12:00 - 12:05は直前PR番組も放送）で『木下グループスポーツスペシャル・福岡国際マラソン2024』（九州朝日放送制作・テレビ朝日系全国24局ネット）中継のため、終了直後の放送開始時刻を14:26に繰り下げ（終了時刻は変更なし）。
- 2024年12月8日は13:55 - 15:25『教えて!ニュースライブ 正義のミカタ』（朝日放送テレビ制作、12月7日放送分）、15:25 - 16:00『ロバート秋山・富士彦のオレ達商店GUY! 傑作選[45]』（12月11日のゴールデンSP向けて）、16:00 - 17:25『Hitachi 3 Tours Champlonship 2024』（テレビ朝日制作・全国24局ネット）放送のため、全編休止、代わりにこの日は17:25 - 17:30に『SATVニュース』を放送。
- 2024年12月15日は13:55 - 14:55『ここから世界へ! 高校バスケ 日本で一番熱い冬〜SoftBankウィンターカップ直前SP〜』（テレビ朝日制作）、14:55 - 15:20『THE超常現象傑作選』（テレビ朝日制作、2番組はSP枠でテレビ朝日系列24局ネット）放送のため、番組開始時刻を15:20に繰り下げ（終了時刻は変更なし）、この日で2024年内の日曜版の放送は最後となる。
- 2024年12月22日は13:55 - 14:55『路線バスで寄り道の旅 傑作選　浅野ゆう子と渋谷〜代官山〜世田谷㊙︎グルメ!!』（テレビ朝日制作）、14:55 - 15:00『M-1グランプリ2024敗者復活戦 直前情報』、15:00 - 18:30『M-1グランプリ2024 敗者復活戦』（いずれも朝日放送テレビ制作）放送のため、全編休止。
- 2025年1月12日は『注文の多い初キャンプ』（SP枠・テレビ朝日制作）放送のため、15:20開始に繰り下げ（終了時刻は変更なし）。
- 2025年1月19日は『サンデープレゼント 阪神淡路大震災30年 あの時から今へ〜私が撮った1.17〜』（SP枠・朝日放送テレビ制作）放送のため、15:20開始に繰り下げ（終了時刻は変更なし）。
- 2025年1月26日は『「Echoes of Life」羽生結弦が紡ぐ究極のストーリー』（SP枠・テレビ朝日制作）放送のため、15:20開始に繰り下げ（終了時刻は変更なし）。
- 2025年2月2日は『池上彰のどうなる!?リニア新幹線2025』（毎年2月に放送、自社制作番組・テレビ朝日系24局ネット）放送のため、15:20開始に繰り下げ（終了時刻は変更なし）。
- 2025年2月9日は『買い主が見てみたい』（SP枠・メ〜テレ制作）放送のため、15:20開始に繰り下げ（終了時刻は変更なし）。
- 2025年2月16日は『羽鳥×指原 ご当地!推しメシツアー それ東京でも食べられますけど!』（SP枠・KBC九州朝日放送制作）放送のため、15:20開始に繰り下げ（終了時刻は変更なし）。
- 2025年2月23日（天皇誕生日）は13:55 - 15:50『FIBAバスケットボール男子 アジアカップ予選 日本×モンゴル戦』、15:50 - 16:15『サッカーW杯最終予選 3.20勝ってW杯決めるぞSP』（両番組ともSP枠・テレビ朝日制作）の放送のため、16:15に繰り下げて放送（終了時刻は変更なし）。
- 2025年3月2日は13:55 - 15:20『松岡修造のみんな!がん晴れ[注 25] 未来を晴れやかにする人を発掘!』（SP枠・テレビ朝日制作）の放送のため、番組開始時刻を15:20に繰り下げて放送（終了時刻は変更なし）。
- 2025年3月9日は13:55 - 15:25『教えて!ニュースライブ 正義のミカタ』（朝日放送テレビ制作、3月8日放送分の遅れネット）を放送のため、番組開始時刻を15:25に繰り下げて放送（終了時刻は変更なし）。
- 2025年3月16日は13:55 - 15:00『路線バスで寄り道の旅』（テレビ朝日制作、2月9日放送分の遅れネット）を放送のため、番組開始時刻を15:00に繰り下げて放送（終了時刻は変更なし）。
- 2025年3月23日は13:55 - 15:20『Vポイント×SMBCゴルフトーナメント』（SP枠・テレビ朝日制作）中継のため、番組開始時刻を15:25に繰り下げて放送（終了時刻は変更なし）。
- 2025年3月30日は13:55 - 15:25『教えて!ニュースライブ 正義のミカタ』（朝日放送テレビ制作、3月29日放送分の遅れネット）を放送のため、番組開始時刻を15:25に繰り下げて放送（終了時刻は変更なし）。
- 2025年4月6日は13:55 - 16:00『女子サッカー日本代表 国際強化試合 なでしこジャパン×コロンビア女子代表』（テレビ朝日制作）中継のため、番組開始時刻を16:00に繰り下げて放送（終了時刻は変更なし）。
- 2025年4月27日は13:55 - 16:30『スーパーベースボール　阪神×巨人』（朝日放送テレビ制作）中継のため、番組開始時刻を16:30に繰り下げて放送（終了時刻は変更なし）。
- 2025年6月1日は13:55 - 16:00『新マグロに賭けた男たち 2023 夏の激闘 傑作選』（2023年8月にテレビ東京にて放送、同時期にTVerでも配信）、16:00 - 17:25『リゾートトラストレディス 最終日』の放送・中継のため、全編休止、番組の代替として17:25 - 17:30に「SATVニュース」を放送。
- 2025年6月22日は14:50 - 16:00『路線バスで寄り道の旅』（テレビ朝日制作）、16:00 - 17:25『ニチレイレディス2025 最終日』（テレビ朝日制作）放送・中継のため、全編休止、番組の代替として17:25 - 17:30に「SATVニュース」を放送。
- 2025年7月20日は15:20 - 16:30『路線バスで寄り道の旅』（テレビ朝日制作）、16:30 - 17:30『ポツンと一軒家 傑作選』（朝日放送テレビ制作）の放送のため、全編休止。
- 2025年7月27日は15:20 - 17:25にまだ間に合う!木曜ドラマしあわせな結婚 第1話&第2話　一挙放送SP」のため、全編休止、番組の代替として17:25 - 17:30に「SATVニュース」を放送。